# Uranium naturel graphite gaz
La filière des réacteurs nucléaires à l'uranium naturel graphite gaz (UNGG) est une technologie de réacteur refroidi au gaz, maintenant obsolète et en cours de démantèlement, développée en France dans les années 1950.
Ces centrales ont été utilisées pour produire du plutonium, pour la fabrication d'armement atomique, et de l'électricité.

## Technologie
La filière UNGG regroupe les réacteurs nucléaires ayant pour caractéristiques communes :
- l'uranium naturel métallique, gainé d'un alliage de magnésium et de zirconium, comme combustible, ce qui distingue cette filière de son homologue britannique qui utilisait une gaine en alliage magnésium-aluminium (appelé « magnésium non oxydant », Magnox),
- le graphite comme modérateur de neutrons,
- un gaz comme fluide caloporteur, l'air puis le dioxyde de carbone (CO2) gazeux sous pression.

Le design des UNGG fut continuellement amélioré et aucune unité, sauf G2 et G3, n'était identique à une autre.
| Site nucléaire            | Site nucléaire            | Marcoule | Marcoule | Marcoule | Chinon | Chinon | Chinon | Saint-Laurent-des-Eaux | Saint-Laurent-des-Eaux | Bugey   |
| Réacteur                  | Réacteur                  | G1       | G2       | G3       | EDF1   | EDF2   | EDF3   | EDF4                   | EDF5                   | Bugey-1 |
| ------------------------- | ------------------------- | -------- | -------- | -------- | ------ | ------ | ------ | ---------------------- | ---------------------- | ------- |
| Dates                     | Divergence                | 1956     | 1958     | 1959     | 1963   | 1965   | 1966   | 1969                   | 1971                   | 1972    |
| Dates                     | Arrêt                     | 1968     | 1980     | 1984     | 1973   | 1985   | 1990   | 1990                   | 1992                   | 1994    |
| Puissance thermique (MWt) | Puissance thermique (MWt) | 46       | 260      | 260      | 300    | 850    | 1580   | 1650                   | 1700                   | 1920    |
| Puissance brute (MWe)     | Puissance brute (MWe)     | 5        | 43       | 43       | 80     | 230    | 480    | 500                    | 530                    | 555     |
| Puissance nette (MWe)     | Puissance nette (MWe)     | 2        | 39       | 40       | 70     | 180    | 360    | 390                    | 465                    | 540     |
| Facteur de charge (%)     | Facteur de charge (%)     |          |          |          |        | 74     |        |                        |                        |         |
| Coût du kWh (c francs)    | Coût du kWh (c francs)    |          |          |          | 22.52  | 8.79   | 7      | 8.32                   | 7.54                   |         |

### Réacteur

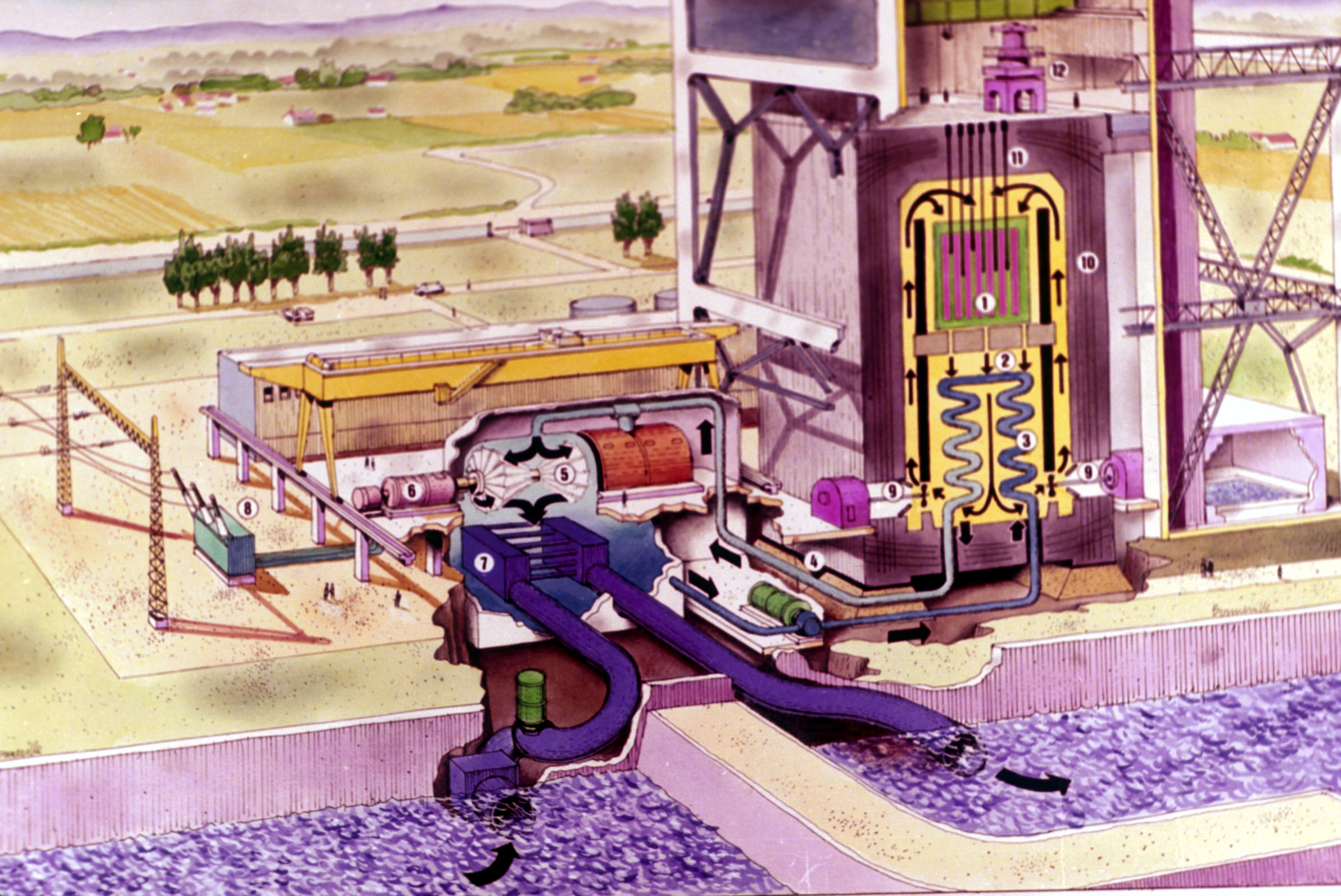
Schéma d'un réacteur de la centrale de Saint-Laurent-des-Eaux (EDF4/5).

Le cœur d'un réacteur UNGG est un bloc modérateur formé d'un empilement de briques hexagonales de graphite de qualité nucléaire, percé de canaux dans lesquels sont introduits cartouches de combustibles et barres de contrôle. L'orientation des canaux de combustible, d'abord horizontale sur les réacteurs plutonigènes (G1, G2 et G3), est devenue verticale avec les réacteurs électrogènes subséquents. À la périphérie du bloc modérateur, des briques de graphite servent de réflecteur pour limiter les pertes de neutrons. Dans les réacteurs des centrales de Saint-Laurent-des-Eaux et du Bugey, des tubes de graphite de support séparent le cœur des échangeurs de chaleur situés immédiatement en dessous et permettent de limiter l'activation neutronique de ces derniers. Chaque canal de combustible est surmonté de thermomètres, débitmètres et d'un système de détection de rupture de gaine (DRG) qui fonctionne en révélant la présence de produits de fission dans le gaz caloporteur.
Le cœur du réacteur est enfermé dans un caisson en béton précontraint de plusieurs mètres d'épaisseur, qui peut contenir soit tout le circuit de CO2 et son échangeur de chaleur (cas des réacteurs de Saint-Laurent-des-Eaux et du Bugey), soit uniquement le cœur du réacteur. Dans ce second cas, le circuit de CO2 sortait du caisson pour traverser un générateur de vapeur situé à proximité immédiate du cœur (Chinon) ou à l’extérieur du bâtiment réacteur (Marcoule).
Le fluide caloporteur, circulant entre les cartouches de combustible et le graphite, est sous une pression allant de la pression atmosphérique pour G1 à 42 bars pour Chinon-1. Une pression plus élevée permet de diminuer le débit de gaz pour une même quantité de chaleur extraite et donc réduit d'autant la puissance des soufflantes nécessaires pour le faire circuler. Le sens d’écoulement du gaz, longitudinal dans les piles de Marcoule, est orienté du bas vers le haut dans les réacteurs de Chinon pour profiter de la convection naturelle, et du haut vers le bas dans les réacteurs de Saint-Laurent-des-Eaux et Bugey car leurs échangeurs de chaleur sont situés immédiatement en dessous du cœur. Cette dernière disposition, outre sa sécurité accrue, permet la simplification du coûteux système de manutention du combustible qui est mieux refroidi et ne risque pas de laisser « s'envoler » les cartouches dans un flux de gaz ascendant,.
| Site nucléaire          | Marcoule    | Marcoule    | Marcoule    | Chinon    | Chinon    | Chinon    | Saint-Laurent-des-Eaux | Saint-Laurent-des-Eaux | Bugey     |
| Coeur                   | G1          | G2          | G3          | EDF1      | EDF2      | EDF3      | EDF4                   | EDF5                   | Bugey-1   |
| ----------------------- | ----------- | ----------- | ----------- | --------- | --------- | --------- | ---------------------- | ---------------------- | --------- |
| Orientation             | Horizontale | Horizontale | Horizontale | Verticale | Verticale | Verticale | Verticale              | Verticale              | Verticale |
| Longueur (m)            |             | 9,05        | 9,05        | 10,02     | 8,4       |           | 10,2                   | 10,2                   |           |
| Diamètre (m)            |             | 9,53d       | 9,53d       | 9,5       | 12,2      |           | 16                     | 16                     |           |
| Masse de graphite (t)   | 1200        | 1300        | 1300        | 1120      | 1650      | 2350      | 2572                   | 2440                   | 2039      |
| Nombre de canaux        |             | 1200        | 1200        | 1148      | 1977      |           |                        |                        | 852       |
| Température du gaz (°C) | 230         | 400         | 400         | 360       | 390       | 410       | 430                    | 470                    | 450       |
| Pression du gaz (bar)   | 1           | 15          | 15          | 25        | 25        | 27        | 27                     | 29                     | 43        |

d : Le cœur a la forme d'un prisme.

### Combustible

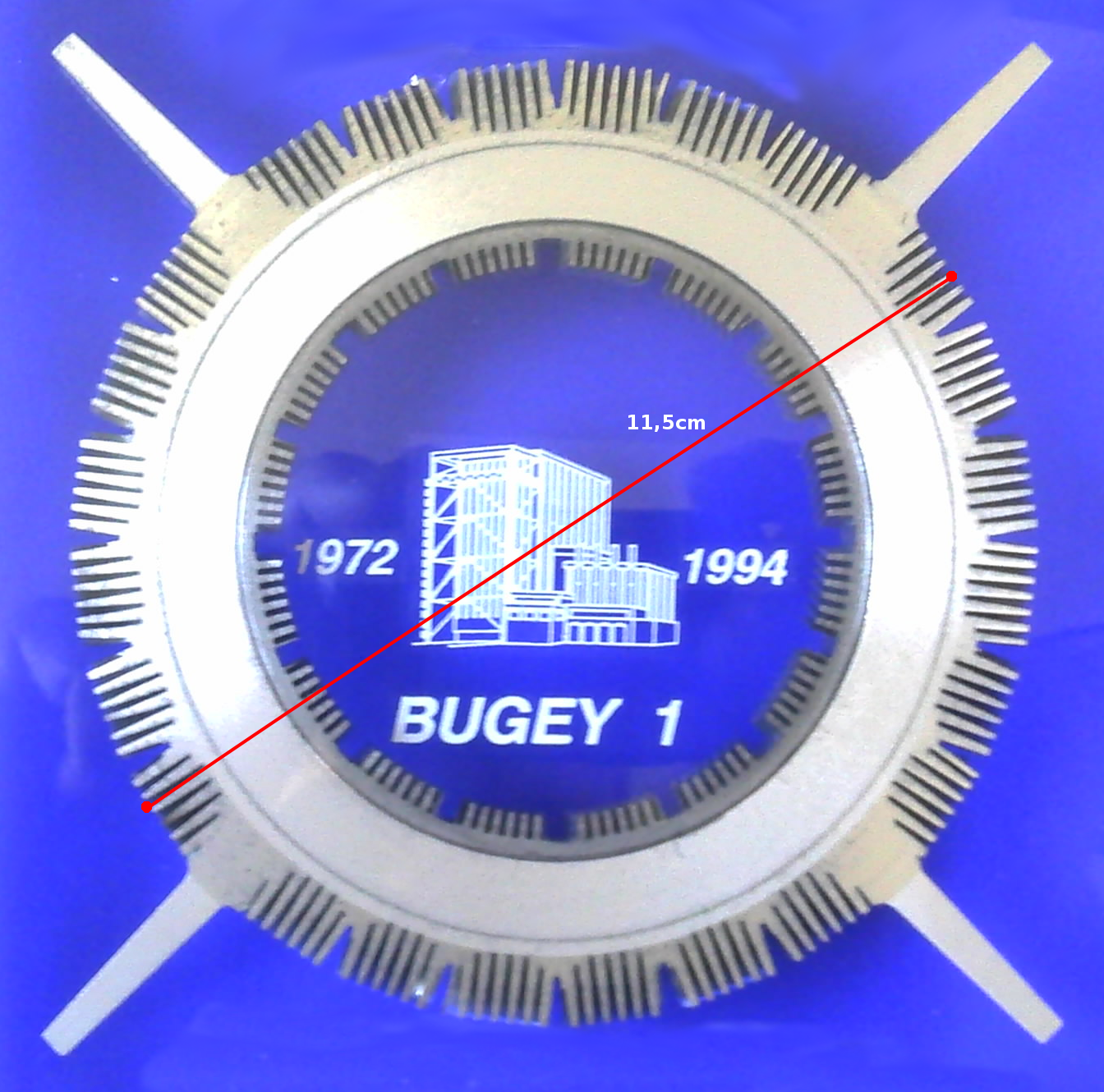
Section d'une cartouche de combustible annulaire INCA de la centrale du Bugey.

Le combustible des UNGG est un alliage d'uranium naturel métallique et de molybdène (1,1 %) gainé d'un alliage de magnésium et de zirconium (0,6 %). Avec l’optimisation des réacteurs, la forme des cartouches de combustible a changé. D'un barreau de 26 centimètres de long pour 3,1 cm de diamètre (G2 et G3), elle est devenue un tube rempli d’hélium de 56 cm de long, de diamètre croissant avec la puissance des réacteurs, et enfin un anneau de 9,5 cm de diamètre (Bugey-1) refroidi extérieurement et intérieurement. Pour augmenter encore l’efficacité des échanges thermiques, ces différentes formes étaient toutes munies d'ailettes configurées en chevrons. Pour augmenter les rendements de fission, elles furent insérées dans un tube, ou chemise, de graphite à partir d'EDF2. Des cartouches de combustible tubulaire à âme de graphite furent aussi testées sur les réacteurs de Saint-Laurent-des-Eaux. 
Sur tous les UNGG sauf EDF1, le rechargement du combustible pouvait se faire en marche. Sur les réacteurs de Marcoule, une machine de chargement se connectait hermétiquement à un canal pour y pousser une barre de combustible neuve. La barre usagée correspondante, à l'autre extrémité du canal, tombait le long d'un toboggan dans une piscine où elle refroidissait plusieurs semaines avant d'être envoyée pour retraitement. 
| Site nucléaire | Marcoule | Marcoule | Marcoule | Chinon                    | Chinon                    | Chinon                    | Saint-Laurent-des-Eaux    | Saint-Laurent-des-Eaux    | Bugey   |
| Combustible    | G1       | G2       | G3       | EDF1                      | EDF2                      | EDF3                      | EDF4                      | EDF5                      | Bugey-1 |
| -------------- | -------- | -------- | -------- | ------------------------- | ------------------------- | ------------------------- | ------------------------- | ------------------------- | ------- |
| Format         | Barreau  | Barreau  | Barreau  | Tube fermé aux extrémités | Tube fermé aux extrémités | Tube fermé aux extrémités | Tube fermé aux extrémités | Tube fermé aux extrémités | Anneau  |
| Diamètre (cm)  |          | 3,1      | 3,1      | 3,5                       | 4                         | 4,3                       | 4,3                       | 4,3                       | 9,5     |
| Longueur (cm)  |          | 26       | 26       | 56                        | 56                        | 56                        | 56                        | 56                        | 56      |
| Alliage        |          | Sicral   | Sicral   | U-Mo 0,5 %                | U-Mo 1 %                  | U-Mo 1 %                  | U-Mo 1 %                  | U-Mo 1 %                  | Sicral  |

### Avantages
- Aucun coûteux enrichissement de l'uranium n'est nécessaire pour faire fonctionner un réacteur UNGG. Le graphite absorbe suffisamment peu les neutrons pour que la faible concentration en isotope fissile de l'uranium naturel (0,7 % 235U) soit suffisante pour y entretenir une réaction en chaîne ;
- La faible puissance massique apporte une très grande inertie thermique en cas de perte de contrôle du cœur, environ 45 fois plus que pour les REP actuels ;
- La capacité à être rechargé en marche (sauf pour EDF1) permet d'irradier aisément le combustible sur de courtes durées pour produire du plutonium de qualité militaire (peu contaminé en plutonium 240) et d'augmenter le facteur de charge du réacteur.

### Inconvénients
- Pas de structure secondaire de confinement ;
- Au-delà d'une certaine puissance (> 600 MWe), le réacteur devient instable et donc difficile à contrôler. Le cœur se divise en différentes zones au comportement neutronique indépendant ;
- Le CO2 à haute pression et haute température (> 360 °C) est corrosif pour l'acier et le graphite, accélérant l'usure du réacteur ;
- Le combustible ne peut être stocké pendant de longues durées en piscines car son gainage ne résiste pas à l'eau. Il doit donc être rapidement retraité ;
- La faible teneur en isotope fissile de l'uranium naturel conduit à des taux de combustion modestes (< 6 000 MWj/t[11]), ce qui nécessite un renouvellement fréquent du combustible, et donc un dispositif de retraitement important ;

- Les circuits de refroidissement sont volumineux car la capacité de transport de la chaleur (capacité thermique) dépend de la densité de la matière et, à volume égal, un gaz transporte beaucoup moins de chaleur qu'un liquide. Le réacteur Bugey-1, d'une puissance presque huit fois supérieure à EDF1, démontre que cette augmentation est obtenue avec un cœur à peine plus volumineux (2 039 tonnes de graphite contre 1 120 t), mais, côté structures de refroidissement, le volume nécessaire croit très rapidement. Chinon A3 atteint ainsi une puissance difficile à dépasser en raison de la taille des tuyauteries de refroidissement, donc des bâtiments qui les contiennent. Pour extraire davantage de puissance, il faut abandonner le refroidissement par un gaz pour passer au refroidissement par un liquide. Ce sera la filière « REP » des réacteurs à eau pressurisée, dont un démonstrateur a été réalisé à Chooz (dans les Ardennes). Toutefois les réacteurs REP ne sont pas capables de fonctionner avec de l'uranium naturel et nécessitent de l'uranium enrichi, qui doit être acheté aux États-Unis, seul pays a en posséder. Il faudra donc attendre la création d'une filière d'enrichissement de l'uranium en France (installée à Pierrelatte) pour lancer la génération des réacteurs REP.

## Histoire
La filière française des UNGG a été développée conjointement par le CEA et EDF après la Seconde Guerre mondiale, jusqu’à son abandon en 1969 au profit de la filière des réacteurs à eau légère pressurisée (REP) développée ensuite sous licence américaine Westinghouse. Dans les années 1950 et 1960, dix réacteurs nucléaires UNGG furent construits, dont un en Espagne.
Le choix du graphite plutôt que l'eau lourde comme modérateur, alors que les piles construites jusqu'alors (Zoé, EL2) employaient ce liquide, est avant tout un choix économique. En effet, depuis 1950, du graphite suffisamment pur était produit par le CEA en collaboration avec Pechiney pour un coût bien inférieur à celui de l'eau lourde. Une raison politique motiva aussi ce choix car, beaucoup de ceux qui avaient travaillé sur les piles à eau lourde étant communistes et opposés à la fabrication de la bombe, choisir la filière graphite permettait de les exclure du programme industriel du CEA.

### G1, G2, G3: du plutonium et de l'électricité
Le 24 juillet 1952, le premier plan quinquennal de l'énergie nucléaire est voté à l’Assemblée nationale. Le CEA se voit attribuer un budget de 37,7 milliards de francs pour construire deux piles au graphite et une usine d'extraction du plutonium. Le plutonium produit, bien qu'étant de qualité militaire, était présenté comme le combustible de l'avenir, garant de l’indépendance énergétique du pays, qu'utiliserait la prochaine génération de réacteurs surgénérateurs.
Une Direction industrielle est créée au sein du CEA pour superviser la construction des piles plutonigènes. Le réacteur G1, très inspiré de la pile américaine de Brookhaven que les scientifiques du Commissariat avaient visitée, diverge le 7 janvier 1956 après un an et demi de travaux. L'ajout d'un système de récupération de l'énergie thermique du réacteur, actionnant un groupe turboalternateur de 5 MW, ne fut proposé que durant la dernière phase de son design par EDF, qui y voyait l'opportunité de s'immiscer dans une filière nucléaire alors chasse gardée du CEA. Cet ajout est le bienvenu car, Marcoule ne pouvant officiellement être le pilier de la future puissance nucléaire française qu'il était, ses réacteurs étaient dès lors présentés au public comme des prototypes de centrales électriques. Ainsi, début octobre 1956, G1 produit de l'électricité, moins de deux mois après les piles britanniques de Calder Hall.
Les deux réacteurs suivants, G2 et G3, engagés en 1956, entrent en service respectivement le 22 avril 1959 puis le 4 avril 1960. Refroidis par gaz carbonique sous pression, ils sont plus puissants que G1 et constitueront la tête de série de la filière électrogène à venir.

### Les réacteurs EDF
« Étant le peuple français, il nous faut accéder au rang de grand État industriel ou nous résigner au déclin. Notre choix est fait. Notre développement est en cours. »

— Charles de Gaulle, Président de la République, 14 juin 1960.

#### Chinon: de l'électricité et du plutonium

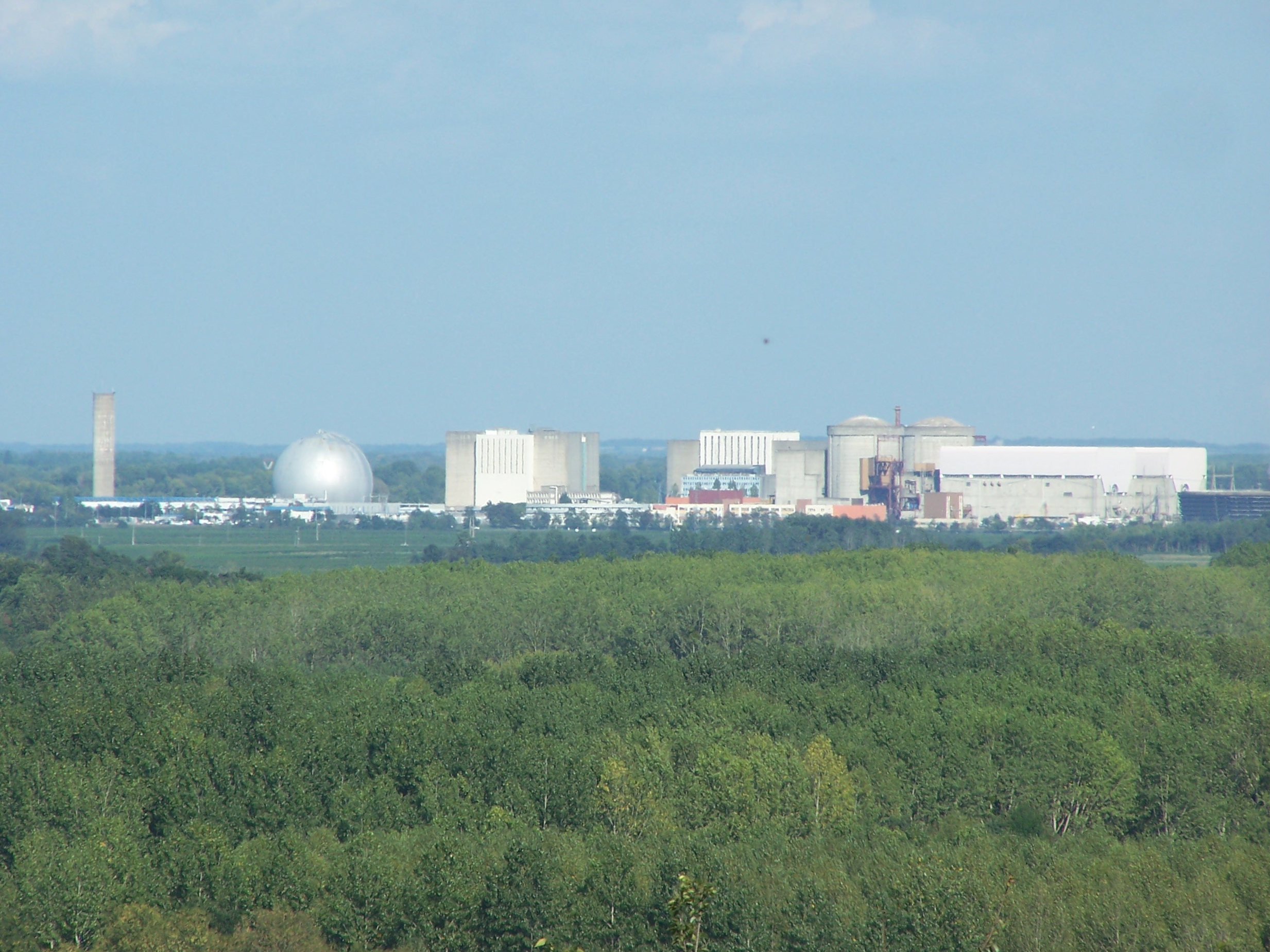
De gauche à droite, quatre génération de réacteurs: les UNGG EDF1, EDF2, EDF3 et les REP Chinon-B1 et B2.

Après le succès des réacteurs expérimentaux de Marcoule, EDF est chargé de mettre en place le programme électronucléaire français avec des réacteurs du même type. Plutôt que de faire appel à l'industrie en lui transférant des compétences, comme le CEA l'avait fait pour G2 et G3, EDF décide de construire ses propres réacteurs. Afin de faire baisser les coûts, chaque centrale est divisée en une multitude de lots soumis à des appels d'offres de façon à cantonner l'industrie au rôle de simple fournisseur. Le design proposé par le CEA, basé sur G2, est largement modifié pour optimiser la production d'électricité. Ainsi, les échangeurs de chaleur sont placés à côté du réacteur, le caisson en béton précontraint enfermant le cœur est remplacé par un caisson en acier moins coûteux et la capacité de rechargement en marche est abandonnée. Mais, alors que le chantier s’achève, la cuve se fissure le 13 février 1959, à la suite du choix d'un alliage métallique inadéquat. Cet incident entraîne trois ans de retards pour EDF1, qui ne sera en service qu'en juin 1963. Ce premier échec est le résultat des choix d'EDF, qui tente de faire baisser les coûts quitte à prendre des risques.
Pour atteindre au plus vite la compétitivité, l'entreprise nationale lance des prototypes de puissance croissante tous les 18 mois, en tirant les leçons de la construction des précédents sans attendre qu'ils soient en service. Ainsi, la construction des réacteurs successifs à la centrale nucléaire de Chinon, très différents les uns des autres, débute alors que le précédent n'est pas achevé. Pour le prototype suivant, EDF propose en 1956 un réacteur de 100 MWe puis augmente le volume du cœur et la puissance à 167 MWe pour satisfaire les besoins en plutonium du CEA, ce qui n'est pas pour plaire au Commissariat car plus de puissance, donc un flux de neutrons plus intense, rendrait plus difficile l'extraction de plutonium de qualité militaire. Finalement, en 1958, le choix est arrêté pour un réacteur de 250 MWe qui ne sera exploité qu'à 175 MWe pour faciliter la production du précieux métal. EDF2, deux fois plus coûteux (30 milliards de francs) mais trois fois plus puissant que son prédécesseur, emploie lui aussi un caisson en acier mais de forme cylindrique et non plus sphérique. Il diverge le 17 août 1964 mais n'est couplé au réseau qu'en mars de l’année suivante, à cause de problèmes avec son échangeur de chaleur.
Le chantier d'EDF3 démarre début 1961 et réintroduit l'usage du béton précontraint pour le caisson mais avec un revêtement métallique calorifuge. Le même compromis que pour son prédécesseur limite la puissance annoncée d'EDF3, construit pour 500 MWe, à 375 MWe. Tout en familiarisant EDF avec la technique, le CEA conserve ainsi une marge de manœuvre. Quand EDF3 diverge, le 1er mars 1966, Chinon est alors la centrale nucléaire la plus puissante du monde mais, le 10 octobre, une semaine avant la cérémonie d'inauguration, le réacteur doit être arrêté pendant dix mois car il faut remplacer ses détecteurs de rupture de gaine et ses échangeurs de chaleur. Par la suite, sa puissance devra être limitée jusqu'en 1970. Ces revers sont un échec grave pour EDF et pour la politique d’indépendance nationale du président de Gaulle, d'autant qu'ils retardent la livraison de plutonium militaire et donc le développement de la force de frappe. La même année, la dénomination EDF est abandonnée, les réacteurs devenant Chinon-1, 2 et 3.

#### Saint-Laurent et Bugey

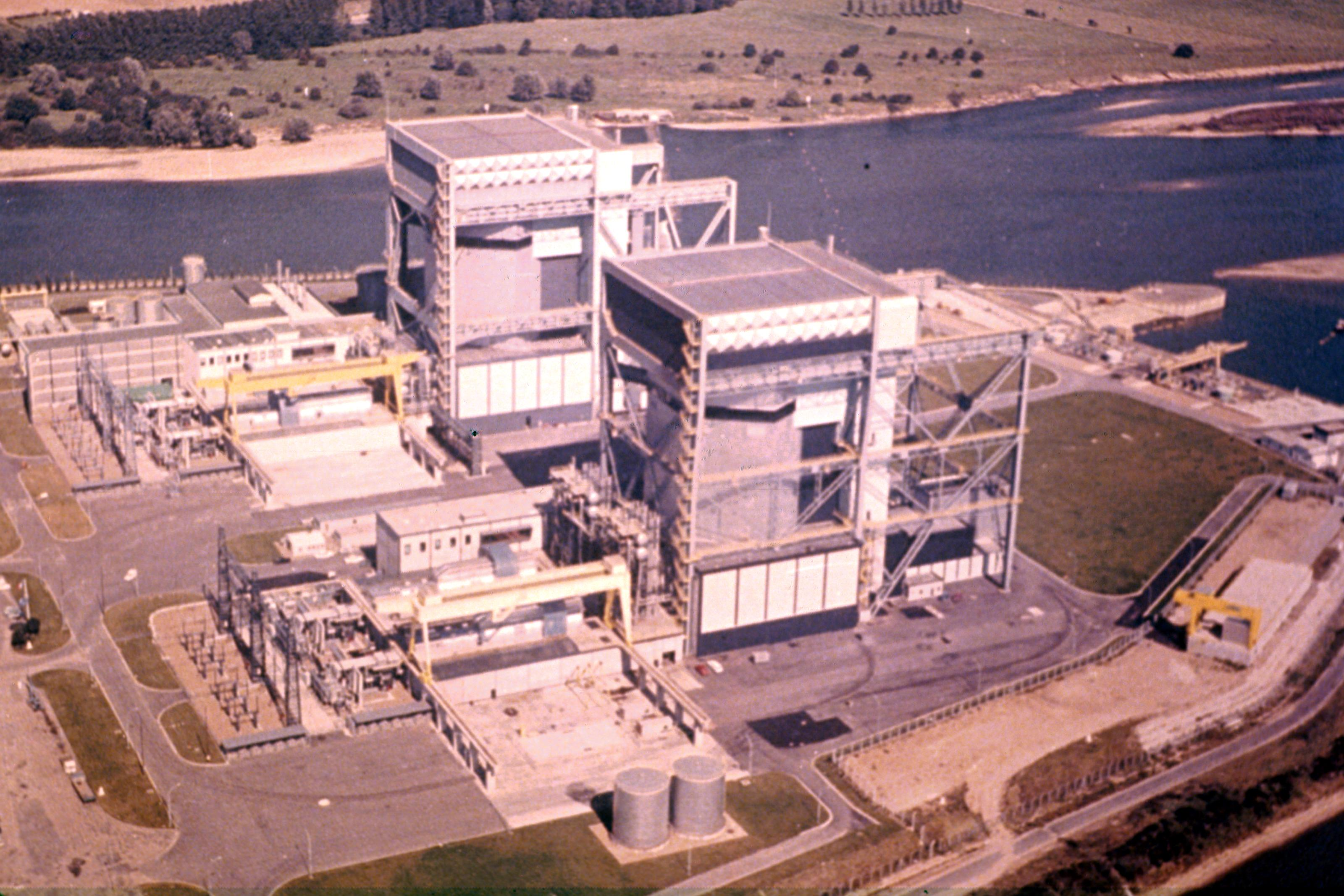
Les tranches A1 et A2 de la centrale nucléaire de Saint-Laurent-des-Eaux.

Le CEA souhaitait baser l'avenir des UNGG sur un Chinon-3 (EDF3), progressivement amélioré, qui permettrait de poursuivre un double usage du parc : civil et militaire. En effet, à la suite d'une série d'accords signés au début des années 1960, EDF doit irradier une partie du combustible de ses réacteurs de Chinon selon des critères précis définis par le CEA, qui le lui rachète. L’électricien, pour qui la compétitivité prime, ne l'entend pas de la sorte et engage un design radicalement différent devant augmenter la durée de vie et donc la période d'amortissement de ses futures centrales. Cette nouvelle conception s'exprime avec SL-1 (EDF4), dont le chantier débute alors que Chinon-1 (EDF1) entre tout juste en service. Le nouveau réacteur ne sera pas plus puissant que le précédent mais désormais ses échangeurs de chaleur et ses soufflantes, faisant circuler le gaz carbonique, seront intégrés dans le caisson en béton précontraint directement sous le cœur en graphite, offrant une fiabilité et une sécurité accrue à l'ensemble. Cette disposition particulière fait prendre aux UNGG la forme d'une tour de béton haute de plus de 50 mètres. SL-2 (EDF5) copie SL-1 pour former une première série homogène et permettre des économies d’échelle. À terme, EDF souhaite que l'augmentation de la puissance se fasse par paliers, comme pour ses centrales thermiques. Pour simplifier son rôle de coordinateur, EDF rassemble des compétences pour former les grands lots : « chaudière nucléaire », « groupe turboalternateur » et « maîtrise d'ouvrage », comme pour ses centrales thermiques. Les entreprises peuvent ainsi se regrouper en consortium pour soumettre leurs offres et acquérir l’expérience requise pour exporter leurs produits.
Lorsque la construction de Bugey-1 commence, en 1965, sa puissance n'est pas arrêtée. Ce réacteur devait être un nouveau prototype ouvrant la voie vers les 1 000 MWe de puissance pour concurrencer les réacteurs américains à eau légère, mais le combustible qui la permettrait, à âme de graphite, n'est pas encore au point. Après une année d’indécision qui retarde d'autant le chantier c'est finalement un réacteur de 540 MWe qui est construit, amélioré par un nouveau type de combustible de forme annulaire (INCA) développé à grand frais. Bugey-1 serait la première d'une série de six centrales identiques. Mais alors que le chantier progresse, apparaissent les limites physiques de la technologie graphite-gaz.

#### Vandellòs
À partir de 1967 un UNGG est construit sur le modèle de Saint Laurent-1 à Vandellos en Espagne. Il entre en fonction en 1972.
La fin des années 1960 sera marquée par une « guerre des filières » opposant deux visions du nucléaire : celle du CEA qui soutient une filière nationale civile et militaire utilisant l’uranium naturel et celle d’EDF qui recherche la technologie la plus compétitive pour une utilisation strictement civile.
L'industrie du nucléaire civile emploie plusieurs centaines de personnes en France, notamment au sein des entreprises :
- GAAA (Groupement Atomique Atlantique Alsacienne), créée par les Chantiers de l'Atlantique et la Société alsacienne de constructions mécaniques.
- SOCIA (Société pour l'industrie atomique), fondée par un important groupe d'entreprises dont le groupe Schneider et Cie et la Compagnie générale d'électricité.
- SOGERCA (Société Générale pour l'Entreprise de Réacteurs et de Centrales Atomiques), créée à égalité par Alstom et la Société alsacienne de participations industrielles (ALSPI).
- Framatome (Société franco-américaine de constructions atomiques) qui travaille à la construction d'un réacteur à eau légère dans la centrale nucléaire de Tihange[31]

### Abandon de la filière
« La filière UNGG est, depuis quelques années, considérée comme dépassée : elle n'a pratiquement pas de chance de l'emporter sur la filière concurrente : l'uranium enrichi. »

— André Decelle, directeur général d'EDF, juillet 1967.

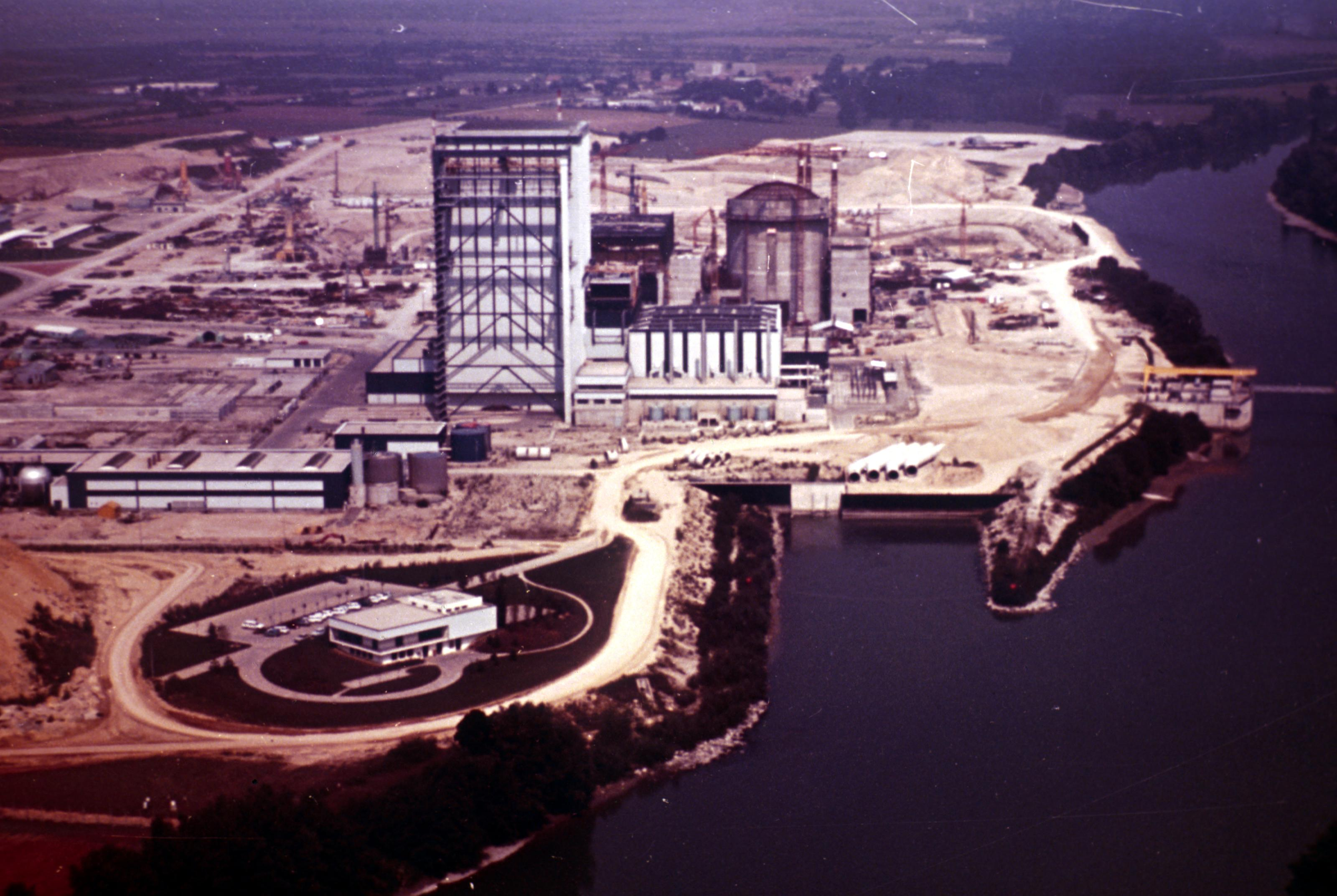
Les deux premières tranches du premier palier de REP en construction derrière le réacteur UNGG, à la centrale du Bugey.

Alors qu'en décembre 1965 EDF prévoit encore de réaliser en UNGG l'ensemble du parc nucléaire français, cette perspective est remise en question par les déboires britanniques de la filière AGR et par le projet de Fessenheim. En juin 1964, le site alsacien avait été retenu pour développer un réacteur UNGG franco-allemand, à la condition qu'il soit compétitif. Or, les études menées par RWE montrent dès 1965 que, face aux réacteurs à eau légère, cela ne serait pas le cas. Le projet avec l'Allemagne prend fin mais le site de Fessenheim est conservé. Pour l’équiper, un appel d'offres est lancé en 1966 pour une chaudière nucléaire de 650 MWe puis de 800 MWe mais, après deux ans de tergiversations, aucun soumissionnaire ne propose une solution UNGG compétitive avec un marché international dominé par la technologie américaine. Pendant ce temps les rapports Horowitz-Cabanius, remis fin janvier 1967, estiment le coût du kWh produit à 2,67 centimes de franc pour les centrales à eau légère contre 3,14 centimes pour les centrales UNGG. Dépourvu de fournisseurs et de débouchés en dehors de l'hexagone, la filière française ne saurait être rentable, comme le confirme le rapport de la commission PEON de mai 1969. Le 8 juillet 1969, EDF propose, sans y croire, une ultime solution nationale pour Fessenheim : le SL600, réacteur dérivé de ceux de Saint-Laurent-des-Eaux mais porté à 600 MWe grâce à l'emploi de cartouches de combustible à âme de graphite. De son côté, pour sauver l'honneur, le CEA propose alors un réacteur à eau pressurisée (REP) français dérivé du réacteur naval PAT de Cadarache, puis un réacteur à eau lourde plus économe en uranium naturel dont le prototype industriel vient d'entrer en service à Brennilis. Aucune de ces solutions n'est retenue car les industriels français sont réticents à l'idée de supporter les risques techniques et financiers liés au déploiement d'une technologie non prouvée, risques à la charge des industries américaines dans le cas des REP et REB.
Les UNGG ont longtemps été soutenus par Charles de Gaulle, qui voulait ainsi assurer à la France son indépendance énergétique et un rayonnement technologique dans le monde. Mais dans les derniers mois de sa présidence, mis au courant de l'inéluctabilité de l'abandon de la filière française après l'échec de Fessenheim, il se résigne à accepter la filière américaine à condition que l'uranium qu'elle consommera soit enrichi en Europe. En septembre 1969, Marcel Boiteux, directeur général d'EDF, déclare dans l'Express que son entreprise souhaite réaliser quelques centrales de type américain. Le 13 novembre, par décision interministérielle, le président Georges Pompidou choisit définitivement la filière américaine, tant pour des motifs économiques qu'en raison d'un début de fusion du cœur de SL-1 un mois auparavant. Le CEA propose alors d'améliorer les REP américains pour les franciser rapidement, mais le projet « Champlain » restera théorique dans l'urgence de démarrer une filière après le premier choc pétrolier de 1973. Le CEA se tourne alors vers la maîtrise du cycle nucléaire avec le développement du combustible MOx et des surgénérateurs Phénix et Superphénix.

### Arrêt des réacteurs
Le premier UNGG est aussi le premier arrêté. Il est suivi par le premier réacteur EDF de la centrale nucléaire de Chinon (EDF1/Chinon-A1), arrêté le 16 avril 1973 pour raisons financières et converti en un musée qui ouvre au public le 3 février 1986. Les réacteurs G2 et G3 sont arrêtés respectivement le 2 février 1980 et le 28 juin 1984 pour des raisons d'usure. La production de plutonium militaire est alors assurée par les réacteurs à eau lourde Célestin I et II, en service à Marcoule depuis 1967.
Au milieu des années 1970, les centrales nucléaires britanniques observent une oxydation accélérée de leurs pièces métalliques par le CO2 au-delà de 360 °C. Pour ne pas dépasser cette température et ralentir la corrosion de l'acier, la puissance de tous les UNGG en service est limitée. Les UNGG de la centrale nucléaire de Saint-Laurent-des-Eaux connaissent ces problèmes depuis leurs mise en service, à cause d'un défaut de conception de leurs échangeurs de chaleur. Un autre problème, l'usure du graphite du cœur, est particulièrement prononcé à la centrale du Bugey du fait de sa pression de fonctionnement plus grande et de la puissance plus grande par canal de son combustible annulaire. Pour limiter la corrosion, Bugey-1 ne dépasse 470 MWe de puissance qu’exceptionnellement et, à partir du 28 juin 1984, du méthane est injecté dans son CO2 caloporteur, ce qui nécessite en contrepartie l'utilisation d'uranium faiblement enrichi à 0,76 % (U235),.
Le second réacteur de Chinon (EDF2/Chinon-A2), ayant atteint ses 20 ans de durée de vie programmée, est stoppé le 14 juin 1985. Pour Chinon-A3, EDF commande en 1982 cinq bras articulés robotisés fait sur mesure par Hispano-Suiza pour le rénover, car la corrosion, malgré la réduction de la puissance d'opération, est plus grave qu'anticipée. Une maquette grandeur nature du réacteur est construite pour répéter les manœuvres. Le 4 mai 1984, Chinon-A3 est arrêté et la première phase de l'opération ISIS commence. Si EDF rénove l'un de ses plus vieux réacteurs, c'est parce-que le CEA a besoin de plutonium militaire pour construire une série de 400 armes à effets de radiation renforcés (bombes à neutrons) et il pourrait difficilement le faire depuis l'arrêt des réacteurs plutonigènes de Marcoule. Les réacteurs Célestins et Phénix dont le Commissariat dispose peuvent fournir le métal fissile mais pas en quantités suffisantes[réf. souhaitée] (environ 130 kilogrammes au total par an), alors que Chinon-A3 en fournirait à lui seul jusqu'à 240 kg par an. Le réacteur est redémarré le 1er décembre 1987 puis arrêté de nouveau du 14 mai 1988 à février 1989 pour une seconde campagne de réparations. La chute du mur de Berlin la même année, puis la fin de la guerre froide, mettent fin aux programmes d'armement tactique et donc au besoin accru de plutonium. Chinon A3, prévu pour être arrêté en 1994, l'est dès le 15 juin 1990. Il aura été l'UNGG le plus longtemps en service.
Pour des raisons économiques, les deux réacteurs graphite-gaz de Saint-Laurent-des-Eaux sont stoppés les 18 avril 1990 (EDF4/SL-1) et 27 mai 1992 (EDF5/SL-2), après utilisation complète de leurs stocks de combustible. Deux ans plus tard jour pour jour, c'est au tour de celui du Bugey, clôturant 38 années de service du parc UNGG.

### Déconstruction
La déconstruction des centrales nucléaires UNGG générera en France environ 23 000 tonnes de déchets radioactifs graphités de faible activité à vie longue, en particulier du carbone-14 de demi-vie supérieure à 5 000 ans.
En 2011, six réacteurs UNGG français sont en cours de déconstruction dans trois centrales : Bugey, Saint-Laurent-des-Eaux et Chinon. Selon l’Autorité de sûreté nucléaire (ASN), ces installations de première génération devraient être déconstruites par EDF d’ici 2036. En juin 2016, EDF annonce cependant vouloir bouleverser le calendrier en raison des difficultés techniques imposées par ces démantèlements, les délais pourraient être ainsi reportés jusqu'à l'année 2115.

## Incidents et accidents
Au moins deux accidents nucléaires ont eu lieu en France sur les réacteurs UNGG de la centrale nucléaire de Saint-Laurent, entraînant la fusion partielle du cœur de ses réacteurs :
- Accident nucléaire de Saint-Laurent-des-Eaux de 1969
- Accident nucléaire de Saint-Laurent-des-Eaux de 1980

## Centrales de cette filière hors de France
- Centrale nucléaire de Vandellos (Espagne), réacteur no 1.
- Centrale nucléaire de Dimona (Israël)

## Technologies similaires
Le Royaume-Uni a développé une technologie similaire, appelée Magnox, en service de 1956 à 2015. Par rapport à la technologie française, les barres de combustible Magnox étaient gainées d’un alliage magnésium-aluminium. Son successeur, l'Advanced Gas-cooled Reactor (AGR), toujours en service, emploie l'uranium enrichi comme combustible car ce dernier est gainé d'acier inoxydable pour supporter une température de fonctionnement plus élevée.
Les États-Unis ont également développé un réacteur expérimental graphite-gaz au laboratoire de Los Alamos, appelé Ultra High Temperature Reactor Experiment (UHTREX), dans les années 1960. Ce réacteur utilisait de l’uranium enrichi comme combustible, et de l’hélium comme gaz caloporteur.
Les réacteurs de conception soviétique RBMK (comme ceux de la centrale de Tchernobyl), en service depuis 1974, utilisent également le graphite comme modérateur, mais nécessitent de l’uranium légèrement enrichi car ils sont refroidis par de l’eau légère bouillante.